# کاچوری
کاچوری غذایی پرادویه و سرخ شده است که از منطقه مروار در راجستان هند سرچشمه می‌گیرد. از آرد مایدا پر شده از مخلوط پخته شده مونگ دال یا پیاز (معمولاً بستگی به تنوع آن دارد)، باسان، گشنیز، پودر فلفل قرمز، نمک و سایر ادویه‌های هندی پر شده و در روغن نباتی سرخ می‌شود تا قهوه ای طلایی ترد شود. این غذا را به صورت گرم با چاتنی تمر هندی شیرین و تند یا گاهی با چاتنی نعنا و فلفل سبز سرو می‌شود.

## انواع
- پیاز کاچوری : پیاز کاچوری یا کاندا کاچوری در شهر جودپور ، راجستان سرچشمه گرفته است. همانطور که از نامش پیداست، با پیاز ( پیاز ) تند پر می شود. [۶]
- راج کاچوری: از شهر بیکانر راجستان است و در حال حاضر در سراسر شمال هند محبوب هستند. "راج" به زبان هندی به معنای "شاهی" یا "بزرگ" است که به پر کردن غنی کچیوری اشاره دارد. معمولا با ماست، ادویه جات، چتنی کرنترو، چتني تامانند شیرین، سیو و نارنج، ترکیب طعم ها قرار می گیرد .[۷][۸]
- کوتا کاچوری: آنها در شهر کوتا در راجستان سرچشمه می‌گیرند و به خاطر طعم تندشان با بوی مشخصی از آنقوزه شناخته می‌شوند..[۹][۱۰]
- ماوا کاچوری : این نوع از شهر جودپور ، راجستان سرچشمه گرفته است. آن را با میوه های خشک پر می کنند و بعد در شربت شکر می ریزند. [۱۱][۱۲]

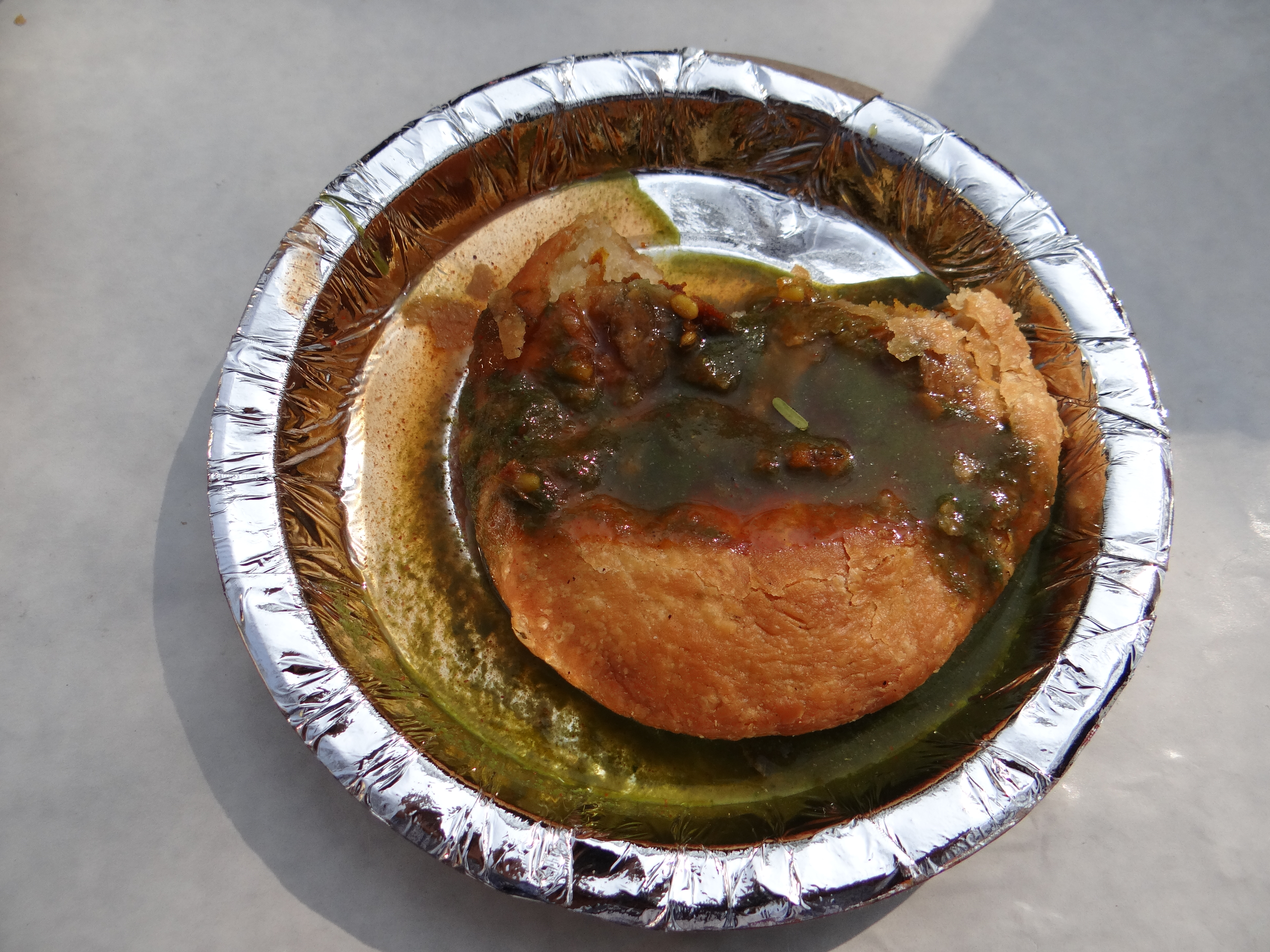
کاندا کاچوری با نعنا و چاتنی چیلی سبز

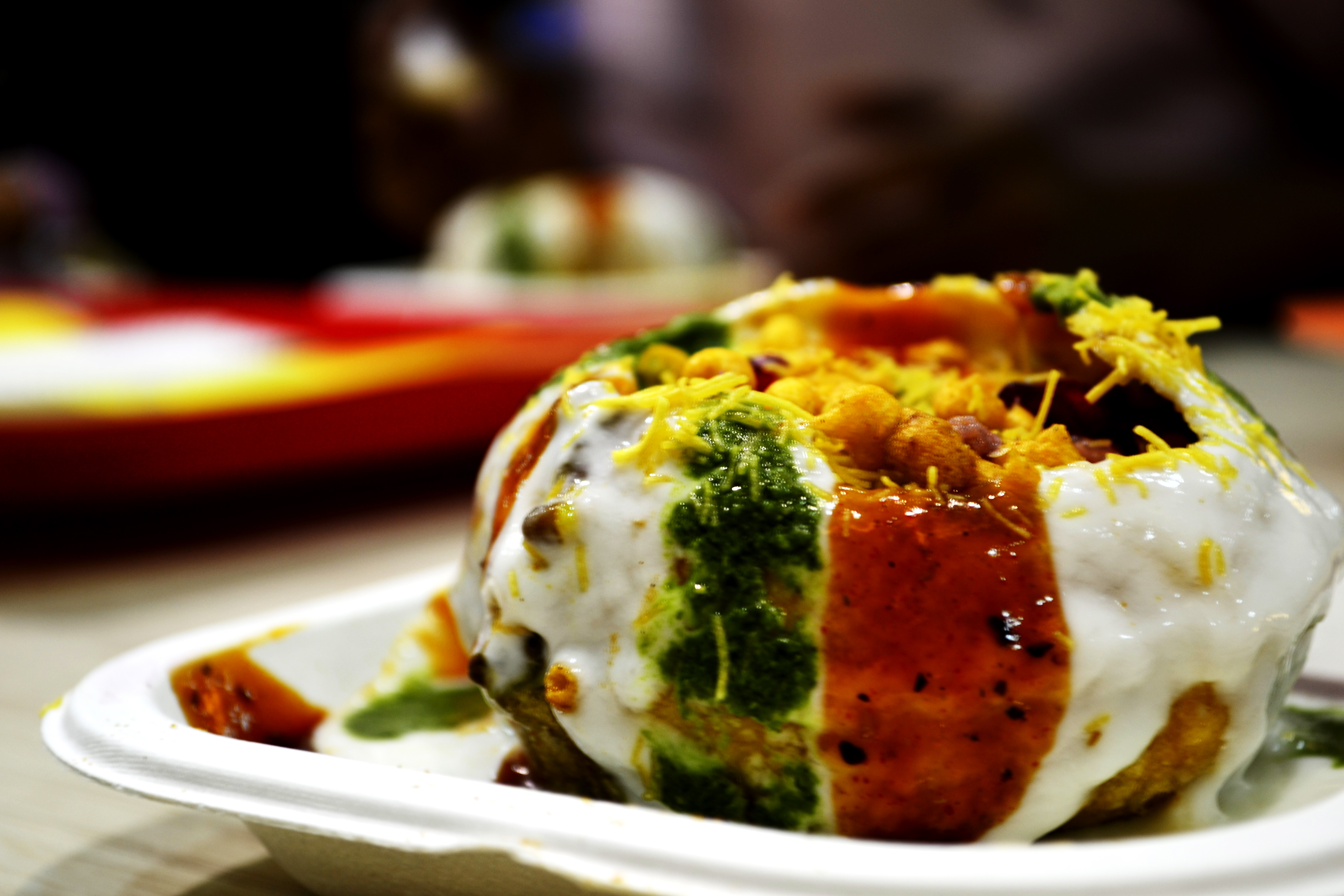
راج کاچوری

## نگارخانه

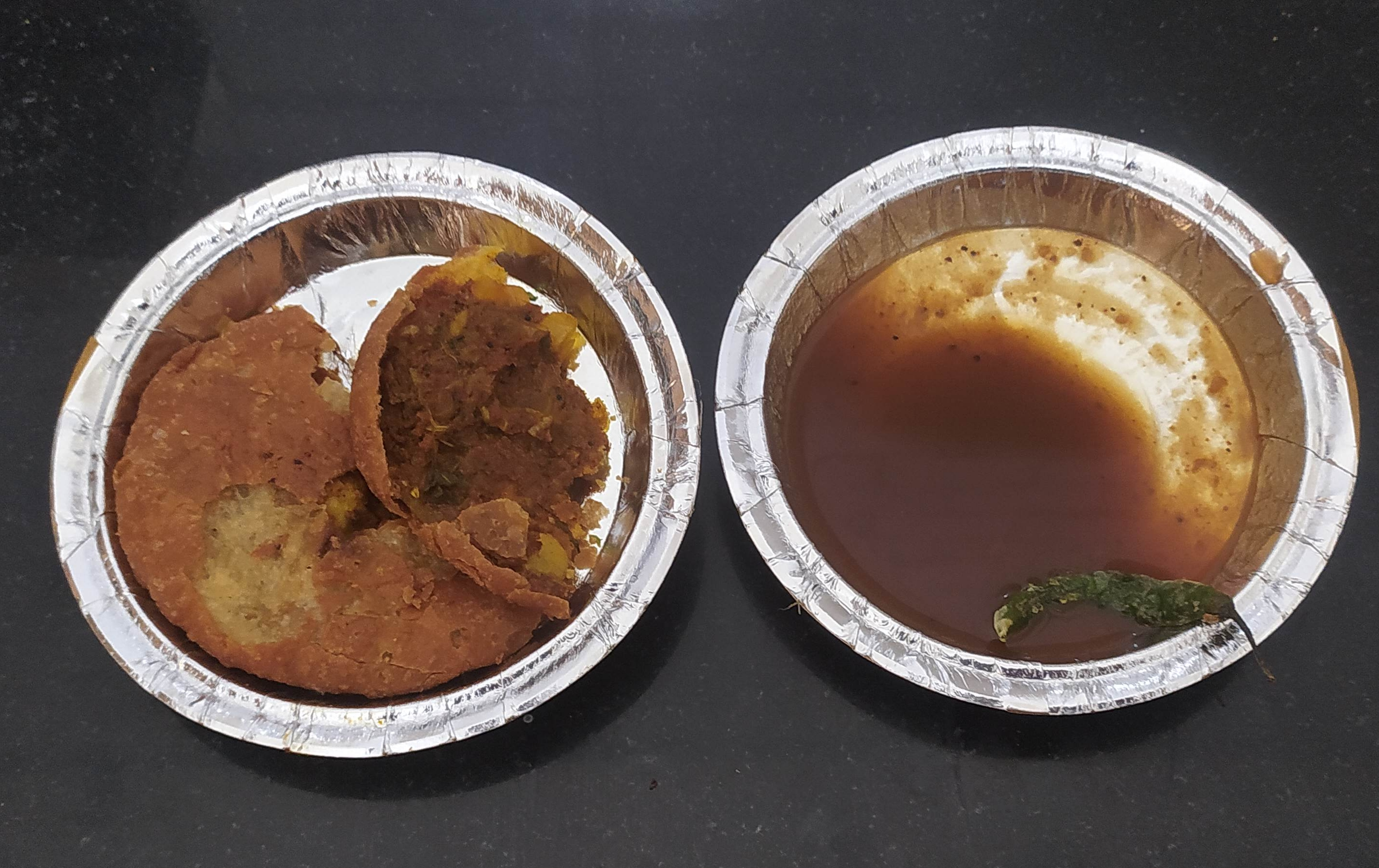
پیاز کاچوری با چاتنی تمر هندی
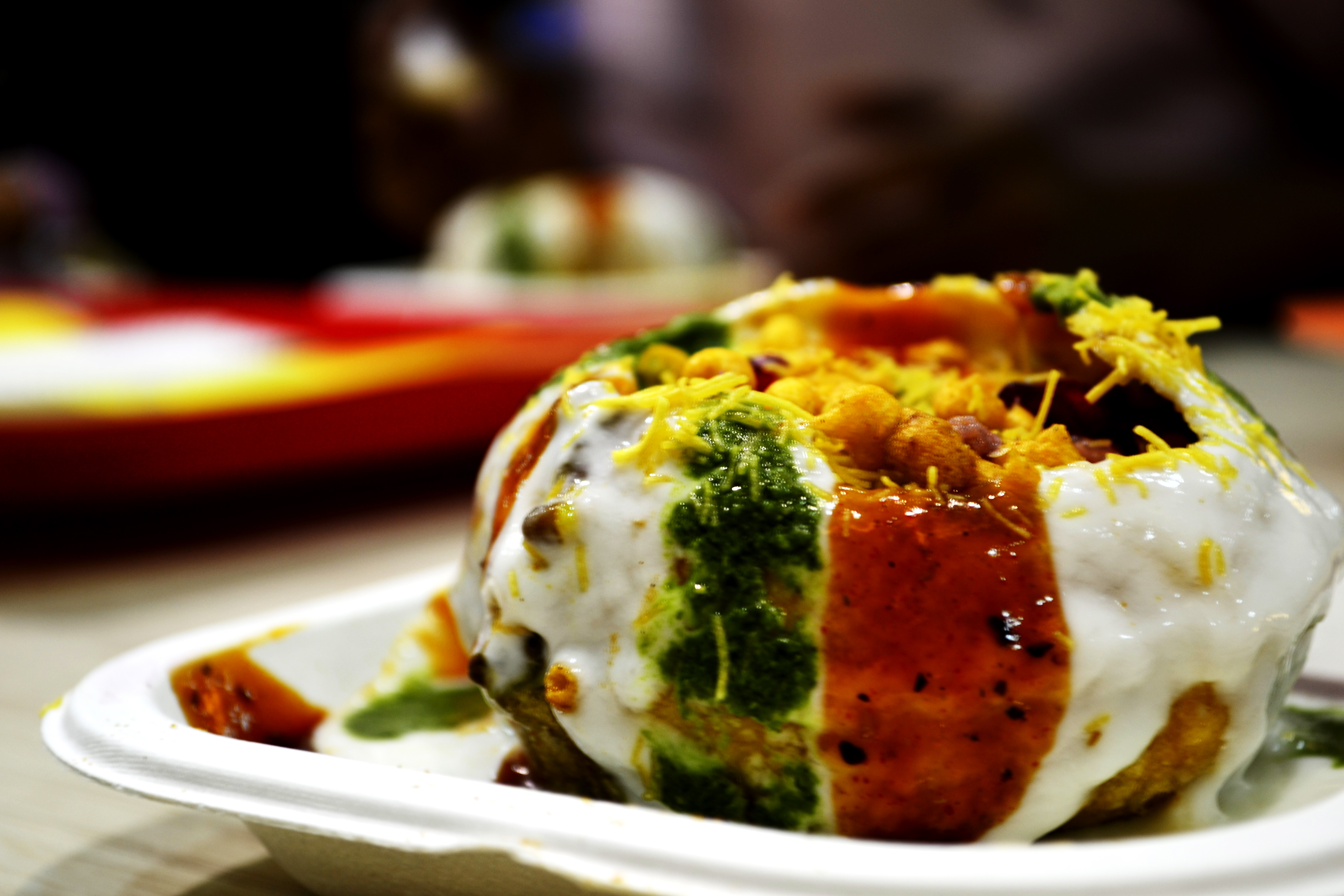
هالدیرام راج کاچوری
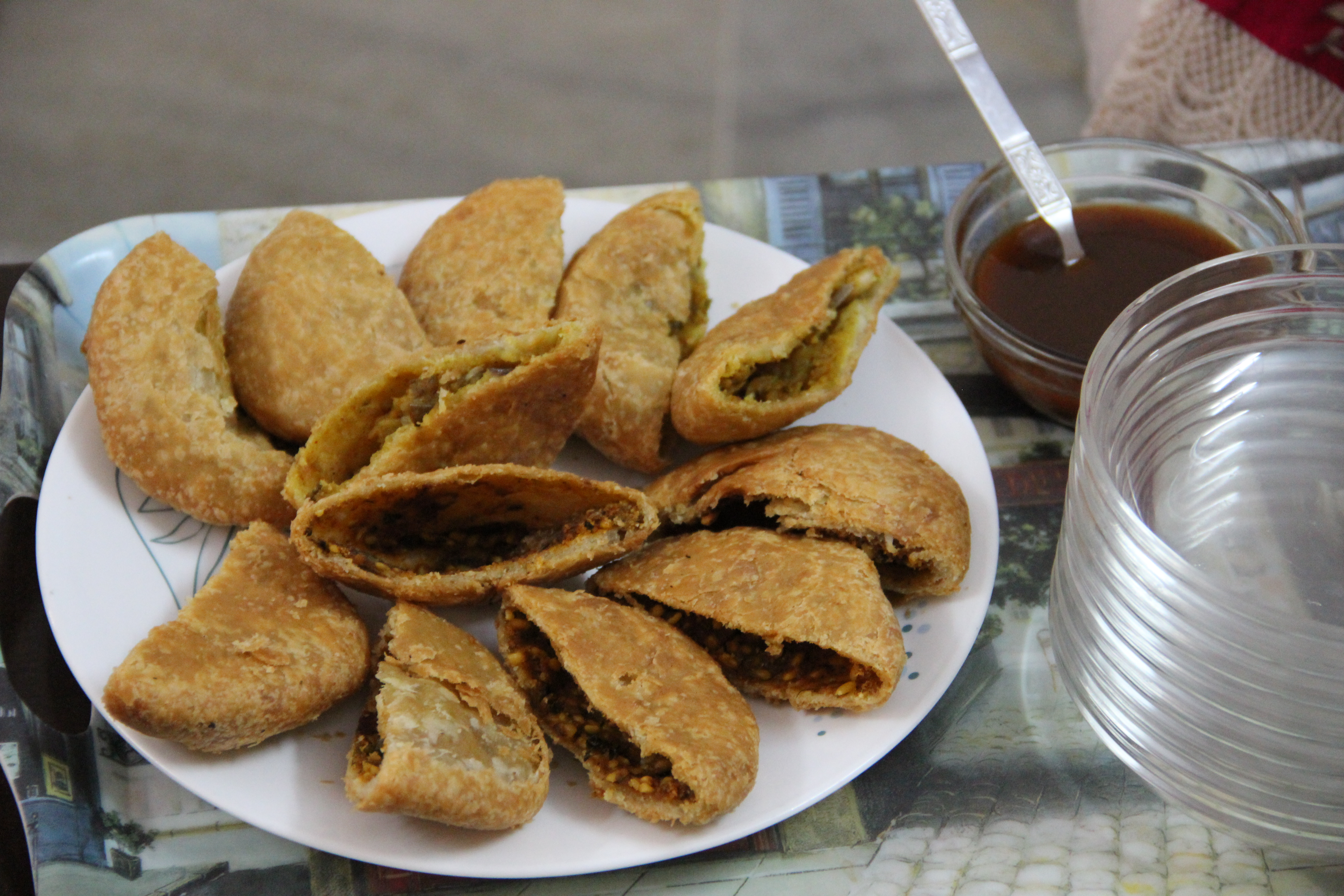
ماش کاچوریس
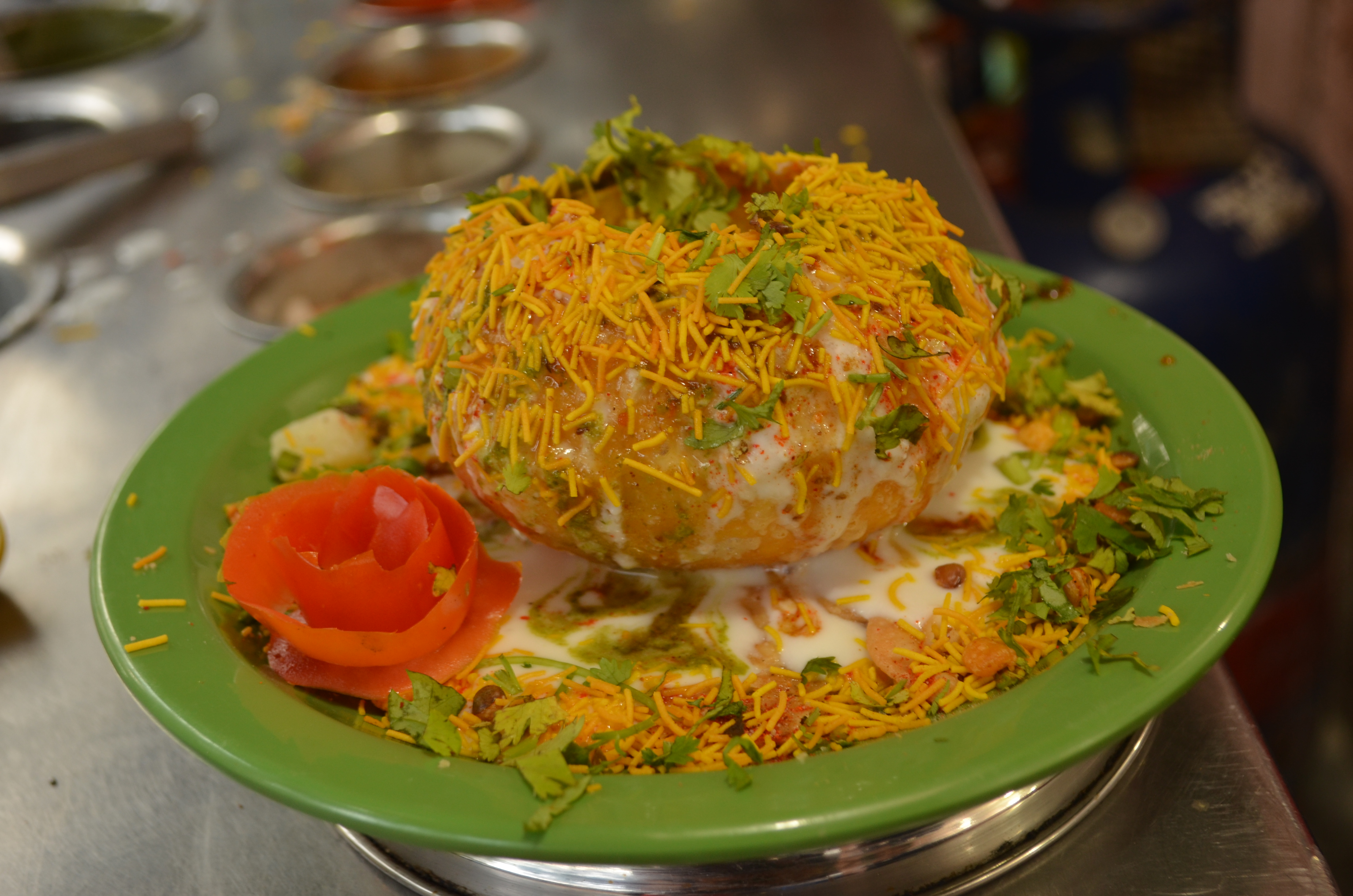
راج کاچوری
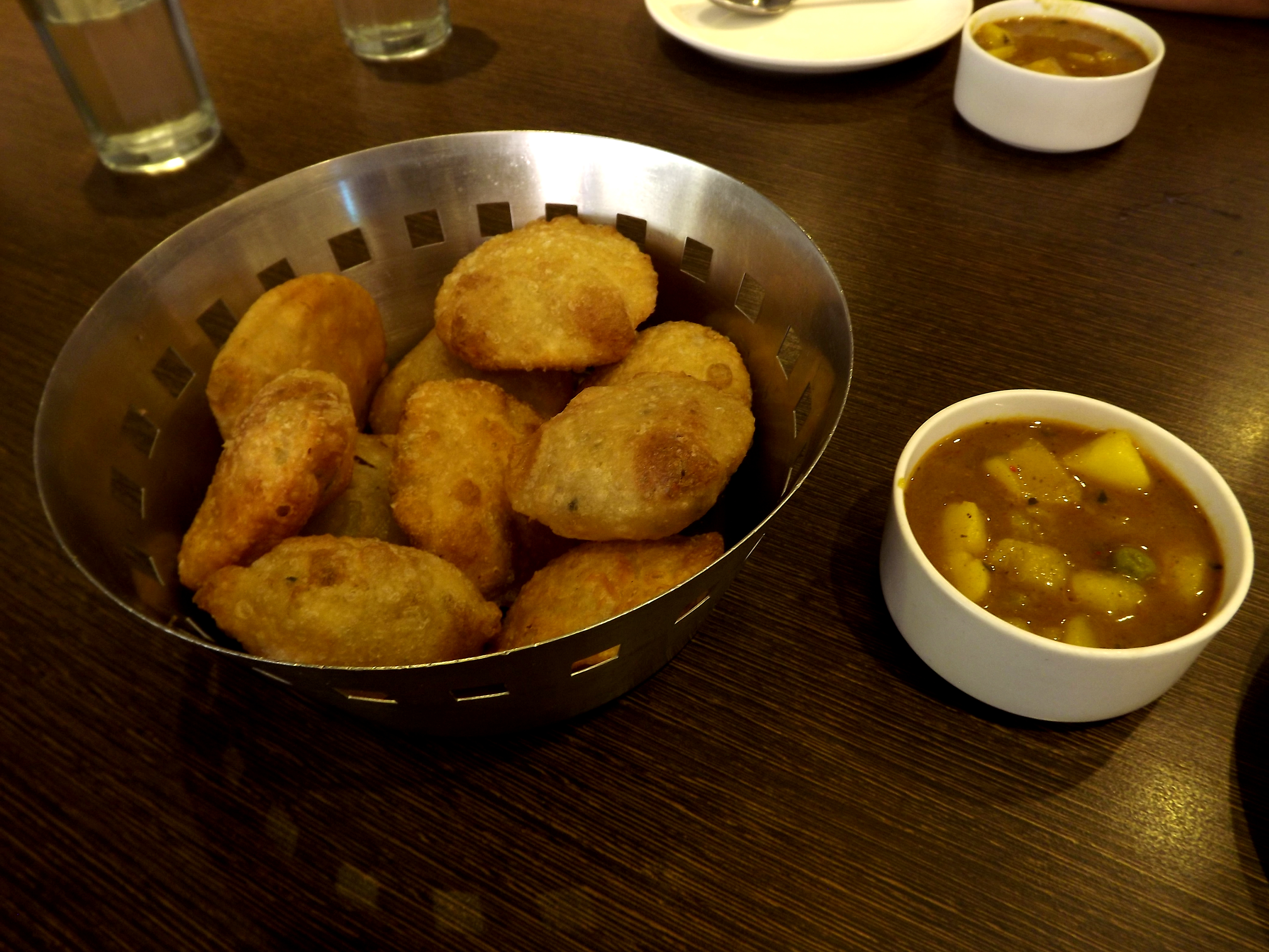
کاچوری بنگالی در کلکته